# Battlestar Galactica Online
 (septembre 2018).
Si vous disposez d'ouvrages ou d'articles de référence ou si vous connaissez des sites web de qualité traitant du thème abordé ici, merci de compléter l'article en donnant les références utiles à sa vérifiabilité et en les liant à la section « Notes et références ».
Battlestar Galactica Online (abrégé BSGO) était un jeu vidéo disponible sur navigateur en ligne et en version téléchargeable massivement multijoueur (MMO), inspiré de la série télévisée Battlestar Galactica (2004).
Officiellement dévoilé en mars 2010 lors de l'E3 2010 à Los Angeles celui-ci sortira en bêta ouverte le 8 février 2011,.
Le jeu sera développé par Bigpoint et Artplant à l'aide de Unity pour le client du jeu dans le navigateur, celui-ci sera écrit en Erlang qui est un langage de programmation.
Six semaines après sa sortie, le jeu dépasse le million d'utilisateurs enregistrés, ce qui constitue le meilleur lancement jamais réalisé par l'éditeur allemand,.
En septembre 2016, BSGO passe en version téléchargeable, la version navigateur sera supprimée peu de temps après. Aucune information ne sera transmise à ce sujet sur la date de suppression de la version navigateur.
Après plus de 7 ans d'activité, Bigpoint décide d'arrêter le développement et la mise en ligne du jeu Battlestar Galactica Online.
Le 1er janvier 2019 est publié dans un communiqué sur le forum anglais la fermeture définitive de BSGO pour le 31 Janvier 2019. Aucune explication ne sera apportée à cette décision.

## Trame

### Univers
Le jeu se déroule dans un univers où s'affrontent deux factions : les Cylons (des machines) et les Coloniaux (des humains).
Après avoir vu les Cylons exterminer presque toute l'humanité, les Coloniaux ont fui dans une flotte hétéroclite faite de vaisseaux de toutes sortes, menés par le vaisseau Galactica de classe Battlestar (vaisseau de guerre). Bloqués dans une zone inconnue de l'espace, les derniers humains cherchent à tout prix à s'échapper et à rejoindre la Terre avant l'inévitable riposte des Cylons. Afin d'assurer leur liberté, les Cylons lancent une attaque massive sur l'ensemble des Douze Colonies dans le but d'exterminer leur plus dangereux ennemi. Espérant débarrasser l'univers de la race humaine qu'ils considèrent défectueuse et vicieuse, les Cylons explorent les étoiles pour trouver les derniers Coloniaux.
Quarante ans après la première guerre contre les Cylons, ceux-ci sont revenus et ont semé la mort dans les Douze Colonies. Le vieux Battlestar Galactica a réussi à échapper aux attaques et s'en est allé en quête d'un nouveau foyer : une planète nommée Terre. Poursuivis par les forces cylones, le Battlestar Galactica et le reste de la flotte coloniale se sont unis au Battlestar Pegasus, autre rescapé de l'attaque des Cylons. Tous ensemble, ils ont résisté et détruit le Résurrection, un vaisseau de la flotte Cylone. En représailles, les Cylons ont alors lancé une attaque majeure. Pris par surprise, les Coloniaux ont tenté de se mettre à l'abri mais un événement grave a tout chamboulé : dans les deux flottes, le moteur PRL a surchargé et a déclenché un saut incontrôlé qui les a envoyés bien loin de la destination prévue.

### Histoire
Dans Battlestar Galactica Online, les Coloniaux et les Cylons sont perdus dans l'espace. Les deux flottes sont gravement endommagées et leurs ressources sont très insuffisantes. Elles doivent néanmoins s'engager dans une course contre la montre pour effectuer des réparations, se réarmer et tenter de prendre le contrôle des systèmes les plus proches qui sont riches en tylium, métaux et eau.
Désespérés, les membres de la flotte coloniale cherchent un moyen de s'enfuir. Ils veulent reprendre leur chemin vers la Terre avant que les Cylons ne reprennent leurs forces et ne tentent de se venger en détruisant toute l'humanité une bonne fois pour toutes.

## Système de jeu
Battlestar Galactica Online est un jeu de combat dans l'espace dans lequel le joueur prend le rôle d'un pilote dans l'univers de Battlestar Galactica.
Lors de son inscription, le joueur peut sélectionner soit la flotte Coloniale (Homme) soit la flotte Cylone (Machine), après quoi le joueur est affecté à sa faction. Il découvre ensuite les bases du jeu par le biais d'un tutoriel, au cours duquel l'intrigue du jeu est dévoilée. À la fin du tutoriel, le joueur entre dans la « nébuleuse ». Il apprendra à y survivre en affrontant les Cylons ou les Coloniaux, selon sa faction, mais aussi les drones (faction tierce non contrôlable) tout en cherchant des ressources précieuses (eau, tylium, titane).
Les vaisseaux sont classés en quatre catégories : Classe Attaque, Classe Escorte, Classe Ligne et Classe Amiral. Il y a aussi des caractéristiques de jeu fixes telles que les avant-postes et les plates-formes défendant les avant-postes, les planétoïdes, les plateformes (légère, moyenne, lourde,) qui peuvent être ciblés. Il n'y a aucun moyen de gagner le jeu, c'est un combat sans fin entre les deux factions pour assurer leur survie.
Enfin, les joueurs effectuent des missions quotidiennes, peuvent accéder à des titres en réussissant des défis (ennemis tués, types de vaisseaux détruit, tylium, eau, titane extrait...) et participer à des tournois.